# Bagras

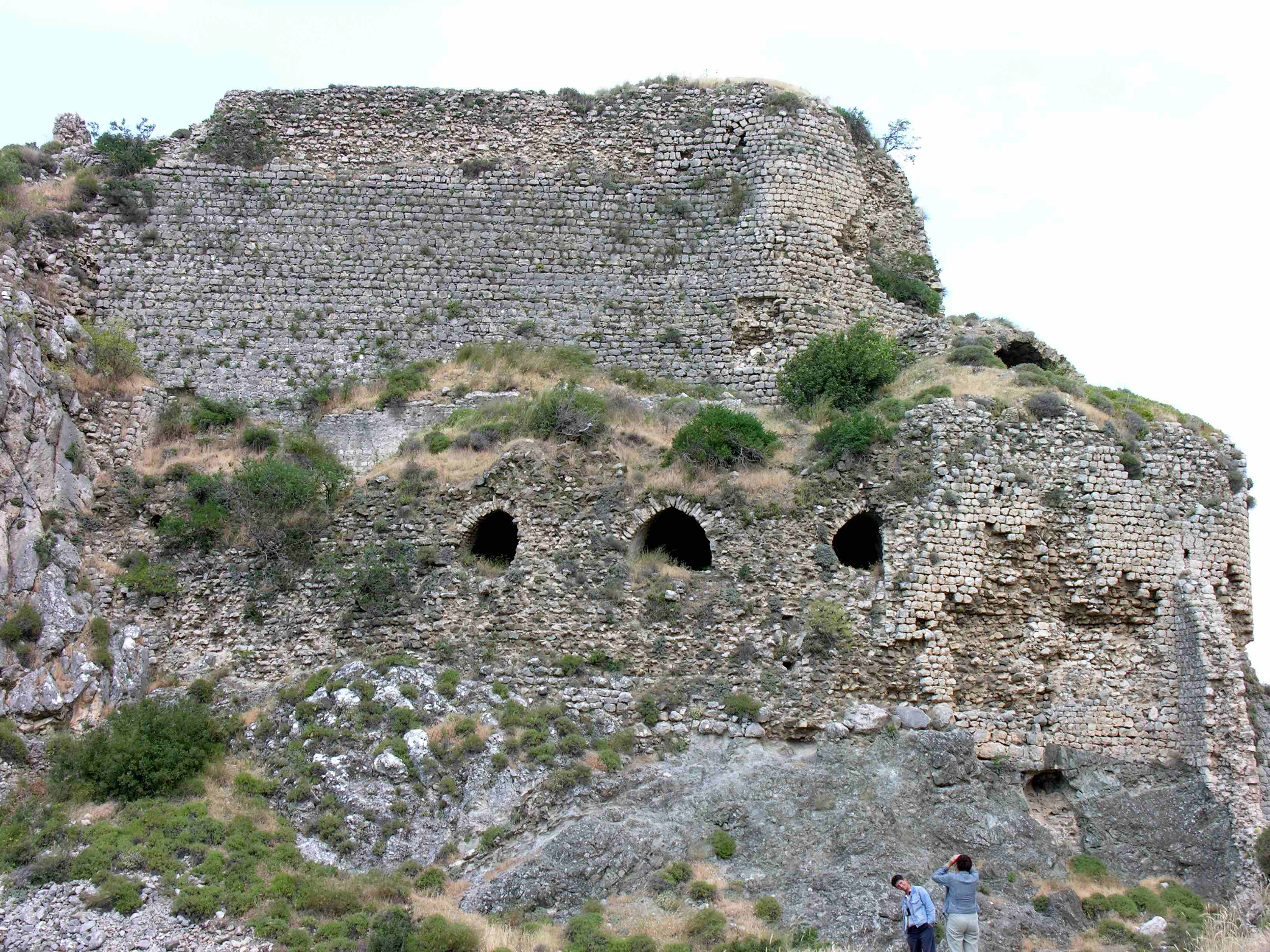
Baghras (vista de la part oest)

Bagras o Pagres (en llatí Pagrae, en grec antic Πάγπαι) era una ciutat de Síria al districte de Pièria prop de les Portes Síries, segons diu Ptolemeu, o al districte d'Antioquia prop de les Portes Amanides o Síries, segons precisa Estrabó. Era una fortalesa a l'inici del pas de Bailan, entre Antioquia de l'Orontes i Alexandreta prop del lloc per on es pujava a les muntanyes d'Amanus. La plana d'Antioquia estava situada per sota de Bagras, afegeix Estrabó, per on circulaven dos rius importants.
Devastada la zona durant els primers xocs entre grecs i àrabs, va quedar despoblada; el general Maslama la va repoblar; el califa Hixam ibn Abd-al-Màlik (724–743) hi va fer construir un fortí. Formà part del districte dels Awasim creat sota el califa Harun ar-Raixid (786-809). La fortalesa de Bagras la va reconstruir l'any 965 l'emperador romà d'Orient Nicèfor II Focas, que hi va establir una guarnició de 1000 soldats i 500 genets, comandats per Miquel Burtzes per atacar els territoris de la propera ciutat d'Antioquia, que va conquerir l'any següent. La ciutat tenia subministrament d'aigua a través d'aqüeductes i estava situada en una plana elevada en dos nivells diferenciats. Els romans d'Orient l'anomenaven Castron.
Ocupada per Sulayman ibn Kutalmix, cosí d'Alp Arslan, el 1084, els croats la van recuperar l'any 1098. Van reforçar el castell i el van conèixer com Gaston o Gastin (del nom grecoromà de Castron) i formà part del Principat d'Antioquia. En una data entre 1131 i 1154 els cavallers templers van rebre la custòdia del castell. El 1154 un contingent templer de la fortalesa va sorprendre i aniquilar un contingent seljúcida a la gorja que els francs anomenaven La Portelle. Cap a l'any 1170 el castell va caure en mans de l'armeni Mleh, antic membre de l'orde del Temple, que ara servia a Nur-ad-Din Mahmud, però a la seva mort el 1175 els templers la van recuperar.
El 26 de setembre de 1188 Saladí se'n va apoderar, però la va abandonar en sentir que s'acostava un exèrcit dirigit per Frederic Barba-roja, sense tenir temps de desmantellar-la. Els croats, però, no la van atacar.
Fulc de Bouillon, al servei del seu cosí el príncep Lleó II d'Armènia Menor, després rei d'Armènia Menor des de 1198, s'hi va establir el 1191 i va fer importants restauracions. Els templers reclamaven la fortalesa i el papa va intervenir-hi, però els armenis van dilatar la devolució fins al 1216; els templers la van ocupar, la van restaurar i conservar fins al 1268, quan Bàybars I va conquerir Antioquia. La fortalesa tenia difícil defensa, per la qual cosa la van incendiar i la van evacuar.
Immediatament després era ocupada pels mamelucs i serviria de fortalesa de frontera amb el Regne d'Armènia Menor, sota dependència administrativa de la província d'Alep, però amb comandament militar especial. Encara estava en ús en les lluites entre mamelucs i otomans al començament del segle xvi, però després va quedar en ruïnes.